# 雅安茯蕨
雅安茯蕨（学名：Leptogramma yahanensis）为金星蕨科茯蕨属下的一个种。

## 扩展阅读
- 維基物種上的相關：雅安茯蕨